# Pfarrkirche Liebenau

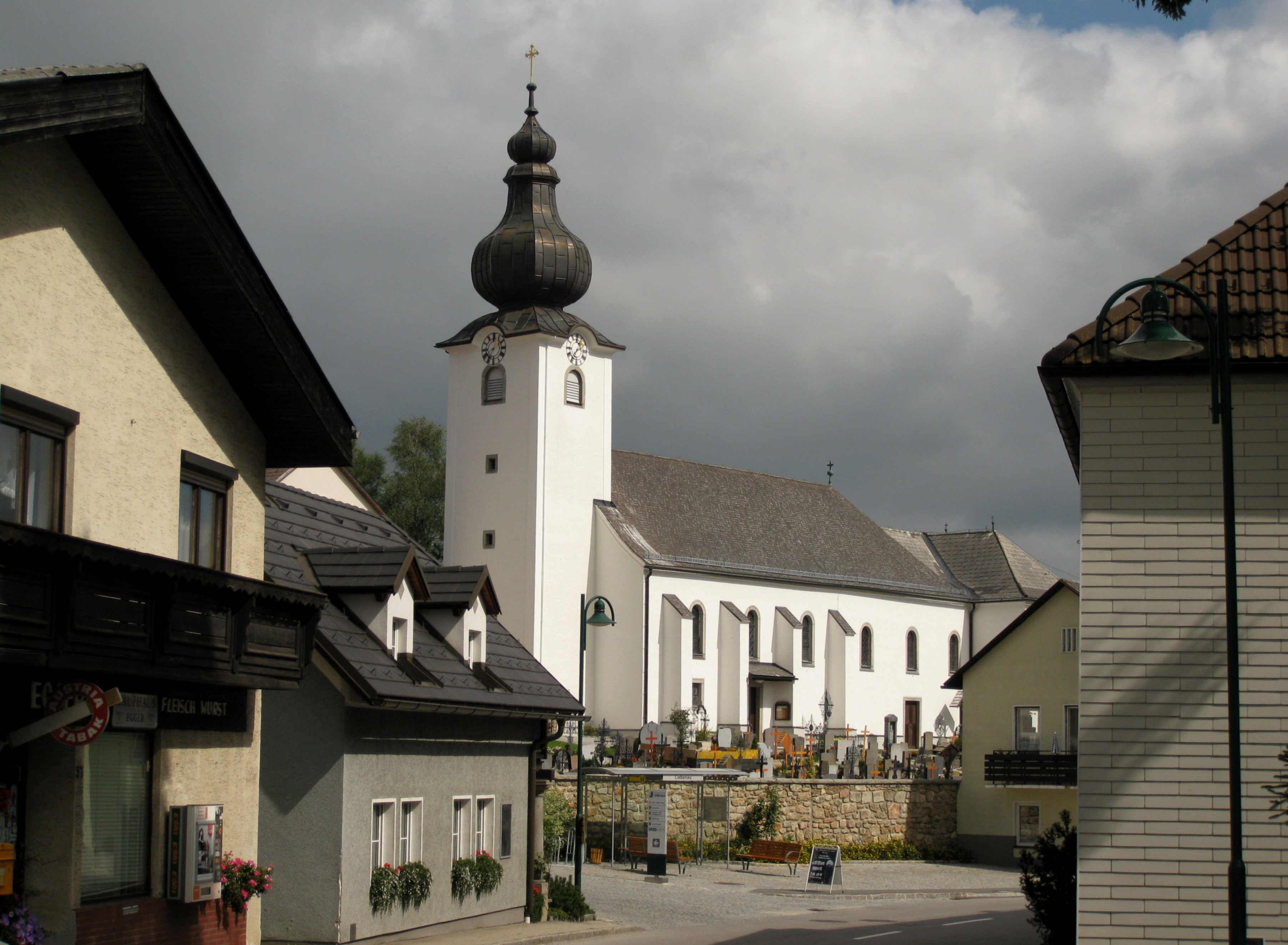
Pfarrkirche hl. Josef in Liebenau

Die Pfarrkirche Liebenau steht im Ort Liebenau in der Marktgemeinde Liebenau im Bezirk Freistadt in Oberösterreich. Die römisch-katholische Pfarrkirche hl. Josef gehört zum Dekanat Unterweißenbach in der Diözese Linz. Die Kirche steht unter Denkmalschutz.

## Geschichte
Urkundlich war 1745 eine erste Planung einer Kirche unter dem Herrn von Ruttenstein Graf Norbert Anton von Salburg. Die Kirche wurde von 1754 bis 1755 als Filialkirche der Pfarrkirche Unterweißenbach erbaut und 1757 zur Pfarrkirche erhoben. Die Kirche mit ursprünglicher Flachdecke wurde 1776 eingewölbt und mit äußeren Strebepfeilern versehen. 1833 wurde das Langhaus an der Stelle des Chores nach Osten um ein Joch erweitert, dabei wurde der Chor verschoben neu errichtet, und 1836 neu geweiht. In der zweiten Hälfte des 20. Jahrhunderts erfolgten Anbauten: Von 1962 bis 1963 eine Turmtreppe und ein Anschluss an ein westlich stehendes Wohnhaus mit einer kleinen rundbogig geöffnete Vorhalle. Von 1973 bis 1974 wurde eine baulich Verbindung zum Pfarrhof im Südosten errichtet. 1975 wurde eine Aufbahrungshalle hinter der Turmvorhalle nach Norden angebaut. 1985 erfolgte der Anbau einer Werktagskapelle nördlich am Chor.

## Architektur
Die Pfarrkirche steht leicht erhöht nördlich der Durchfahrtsstraße. Südlich vorgelagert ist der Friedhof. Dem sechsjochigen Langhaus mit Stichkappentonne über seichten Wandpfeilern folgt ein einjochiger eingezogener Chor mit Stichkappentonne, mit einem Chorschluss außen polygonal und innen gerundet. Das einheitliche Satteldach ist über dem Chor abgewalmt. In der südlichen Chorecke ist die zweigeschoßige kreuzgratgewölbte Anbau mit Sakristei und Oratorium, nördlich ist die niedrige Werktagskapelle. Der im Westen vorgelagerte mächtige Turm hat eine stark abgeschnürte Zwiebelhaube. Der Bruch der Erweiterung von 1833 ist am westlichen älteren Teil des Langhauses nördlich an den vier Stützpfeilern und an der etwas vortretenden ehemaligen östlichen Langhausecke gut erkennbar. Das Langhaus und der Chor haben lange hohe Rundbogenfenster. Der Chorschluss ist fensterlos. Das südliche Rechteckportal zeigt die Bezeichnung 1754. Die Gewölbemalerei im Langhaus und Chor zeigt in gerahmten Vierpassfeldern Szenen aus dem Leben des hl. Josef, Vermählung Josef und Maria, Anbetung der Hirten, Verkündigung an Josef, Flucht nach Ägypten. An der Triumphbogenwand sind zwei Wappenfelder. Die Glasmalerei im Chor aus dem Ende des 19. Jahrhunderts zeigt figural die hl. Familie und den Tod des hl. Josef.

## Ausstattung
Der Hochaltar von Franz Oberhuber von 1887 ist ein Dreinischenretabel mit erhöhter Mitte im Rundbogenstil und trägt die Figuren Josef, flankiert von Joachim und Anna, und im Auszug das Relief Gottvater mit Heilig-Geist-Taube. Die Seitenaltäre als barocke Doppelsäulenretabel mit Auszug um 1680 tragen links mittig die Figuren Maria mit Kind als Kopie der barocken Madonna von Riedegg und das Auszugsbild hl. Katharina aus dem Ende des 17. Jahrhunderts flankiert von den Figuren hl. Aloisius und hl. Barbara von Hans Leopold Weiß aus dem Ende des 19. Jahrhunderts und rechts die Mittelfigur hl. Antonius aus der Mitte des 18. Jahrhunderts und das Auszugsbild hl. Martin aus dem 17. Jahrhundert flankiert von den Figuren hl. Franz von Assisi und hl. Leonhard von Hans Leopold Weiß aus dem Ende des 19. Jahrhunderts. Die neoromanische Kanzel von Hans Leopold Weiß aus dem Ende des 19. Jahrhunderts hat einen polygonalen Korb mit Statuetten der vier Evangelisten in romanisierenden Säulenarkaden.
Die neoromanische neogotisierende Westempore auf gebündelten Holzstützen zeigt eine Emporenbrüstung von Hans Leopold Weiß aus dem Ende des 19. Jahrhunderts mit kleinen Säulenarkaden mit den Statuetten der hl. Theresia, Kaiser Heinrich, hl. Gregor, Karl der Große, hl. Leopold und hl. Klara. Die Brüstungsorgel von Leopold Breinbauer aus 1893/1894 mit einem neoromanischen neogotisierenden Gehäuse trägt mittig die Figur hl. Cäcilia und hat eine mechanische Kegellade mit einem Manual und zehn Register. Eine Glocke goss 1784 Jakob Hagenauer.